# Agrilus quadrisignatus
Agrilus quadrisignatus es una especie de insecto del género Agrilus, familia Buprestidae, orden Coleoptera.
Fue descrita científicamente por Marseul, 1866.